# (471) Папагена
(471) Папагена (нем. Papagena) — крупный астероид главного пояса, который был открыт 7 июня 1901 года немецким астрономом Максом Вольфом в обсерватории Хайдельберг в Германии и назван в честь персонажа оперы «Волшебная флейта» великого немецкого композитора Амедея Моцарта.

## Орбитальные характеристики
Данный астероид расположен в средней части главного пояса на расстоянии 2,88 а. е. от Солнца. Поскольку он движется по довольно сильно вытянутой орбите с высоким эксцентриситетом близким к 0,23, его расстояние от Солнца меняется весьма значительно, примерно от 331,228 млн км в перигелии до 532,324 млн км в афелии.

Орбита астероида Папагена и его положение в Солнечной системе
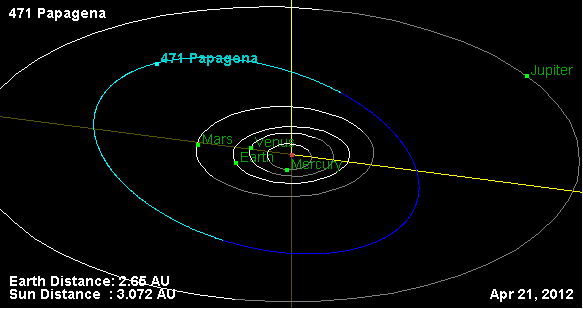
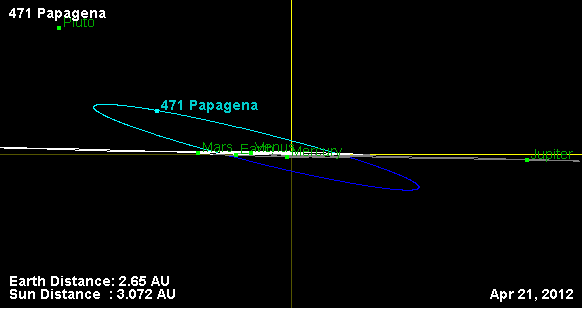

Один оборот астероид совершает примерно за 1791 суток, что составляет чуть более 4,9 лет.

## Физические характеристики
Диаметр астероида относительно небольшой, всего 134,19 км. Его поверхность довольно светлая, с альбедо, равным 0,1994, что говорит о его принадлежности к силикатным астероидам класса S. Благодаря высокому альбедо и большим размерам его абсолютная звёздная величина составляет 6,73m.
В ближайшие несколько десятилетий данный астероид будет занимать очень благоприятное положение для наблюдений. Противостояния этого астероида будут наблюдаться каждый пять лет и с каждым разом они будут всё более тесными, следовательно видимая звёздная величина астероида раз от раза будет больше и так будет продолжаться вплоть до 2035 года. Таким образом, если 30 декабря 2010 года яркость астероида будет равна 9,68m, то 12 декабря 2035 года она достигнет максимума и станет равна 9,28m. После чего расстояние в противостояниях между Землёй и астероидов снова начнёт увеличиваться, а видимая яркость астероида падать.